# Médaille du service de la Politique européenne de sécurité et de défense
La  Médaille du service de la Politique européenne de sécurité et de défense  est une médaille créée par l'Union européenne pour récompenser les services civils et militaires rendus lors d'opérations de gestion de crise effectuées sous l'égide de l'Union. Elle est indistinctement décernée aux ressortissants de pays de l'Union européenne ou de pays extérieurs à l'Union.
Elle est décernée aux personnels justifiant de trente jours de service consécutifs. Le ruban est bleu avec une bande jaune centrale. La médaille est ronde, avec à l'avers les douze étoiles de l'Union, et au revers la devise Pro pace unum. Le ruban est toujours assorti d'une barrette précisant la mission pour laquelle la médaille est décernée. Ces missions sont actuellement au nombre de cinq :
- MPUE : Mission de police de l'UE en Bosnie-Herzégovine, à partir du 1er janvier 2003.
- Artémis : Pour service effectué lors de l'opération militaire sous l'égide de l'Union européenne en République démocratique du Congo (RDC), entre le 12 juin et le 1er septembre 2003.
- Concordia : Pour service effectué dans le cadre de l'opération militaire sous l'égide de l'UE en Macédoine, entre le 31 mars et le 15 décembre 2003.
- Proxima : Pour service effectué au sein de la Mission de police de l'Union européenne en Macédoine après le 15 décembre 2003.
- Althée ou en anglais Althea : Pour service effectué dans le cadre de la Force de l'Union européenne (Eufor) en Bosnie-Herzégovine depuis le 2 décembre 2004.
- EULEX Kosovo Pour service effectué dans le cadre de la mission « État de droit » au Kosovo.
- Reform Mission in the Democratic Republic of the Congo (EUSEC RD Congo), 8 juin 2005 –
- AMIS EU Supporting Action, 18 juillet 2005 – 31 décembre 2007
- Border Assistance Mission for the Rafah Crossing Point (EUBAM Rafah), 25 novembre 2005 –
- Coordinating Office for Palestinian Police Support (EUPOL COPPS Territoires palestiniens), 1er janvier 2006 –
- EUFOR RD Congo, 12 juin 2006 – 30 novembre 2006
- Mission de police de l'Union européenne en Afghanistan'', 15 juin 2007 –
- Bridging Operation in Chad and the Central African Republic (EUFOR Tchad/RCA), 17 mars 2008 – 15 mars 2009.
- EUMM Géorgie (European Union Monitoring Mission in Georgia), octobre 2008 –
- EU Naval Operation Atalanta, 5 novembre 2008 –
- EULEX Kosovo, 9 décembre 2008 –
- Mission de formation de l'Union européenne en Somalie', en Ouganda, Mai 2010 –
- Mission de formation de l'Union européenne au Mali, janvier 2013 –
- EUAVSEC Soudan du Sud (European Union Aviation Security Mission in South Sudan), février 2013 –